# Santa Comba de Varonceli
Santa Comba de Varonceli (llamada oficialmente Santa Comba de Baroncelle) es un lugar situado en la parroquia de Moyalde, del municipio español de Villardevós, en la provincia de Orense, Galicia.

## Toponimia
El lugar también es conocido por el nombre de Santa Comba.

## Demografía
| Gráfica de evolución demográfica de Santa Comba de Varoncelis entre 2000 y 2023 |
|                                                                                 |
| Datos según el nomenclátor publicado por el INE.                                |